# Scarecrow, la résurrection
Série
Scarecrow
(2002) Scarecrow, l'ultime massacre
(2004)
Pour plus de détails, voir Fiche technique et Distribution.
Scarecrow, la résurrection (Scarecrow Slayer) est un film d'horreur américain réalisé par David Michael Latt, sorti directement en DVD en 2003. C'est la suite du film Scarecrow (2002), puis est suivi par Scarecrow, l'ultime massacre (2004).

## Synopsis
Un légendaire épouvantail recherche la jeune femme Mary et assassine des gens.

## Fiche technique
Sauf indication contraire, les informations mentionnées dans cette section peuvent être confirmées par la base de données cinématographiques IMDb,  présente dans la section « Liens externes ».
- Titre original : Scarecrow Slayer
- Titre français : Scarecrow, la résurrection
- Réalisation : David Michael Latt
- Scénario : Bill Cunningham
- Production : Emmanuel Itier
- Sociétés de production : The Asylum, Urban Girl Productions, Wonderland Entertainment Group et York Entertainment
- Société de distribution : York Entertainment
- Pays d'origine :  États-Unis
- Langue originale : anglais
- Genre : horreur, slasher
- Durée : 86 minutes
- Date de sortie (sorti directement en DVD) :
  - États-Unis : 12 août 2003
  - France : 12 avril 2007[1]
- Interdit aux moins de 12 ans

## Distribution
- Tony Todd : Caleb Kilgore
- Nicole Kingston : Mary Anderson
- David Castro : Karl
- Jessica Mattson : Sheila
- Steven Schultz : Gavin
- Kim Little : shérif adjoint Rachel Lander
- Scott Carson : shérif adjoint Larry Lander
- Elizabeth Perry : Judy
- Todd Rex : l'Épouvantail
- D. C. Douglas : Dr Baxter
- Steven Glinn : Bartlett
- Brett Erickson : Dave
- Brendan Aucoin : Rick
- Jonathan Murphy : Jobin
- Scott Parietti : White
- Robin Daléa : Kim
- Mark Irvingsen : Bob
- Michael Flowers, Jr. : Orson
- Audrey Latt : Fetus
- Tamie Sheffield : l'infirmière